# Vlag van Kwadendamme

Vlag van Kwadendamme

De vlag van Kwadendamme werd door de gemeenteraad van de gemeente Borsele op 1 juni 2022 vastgesteld als de officiële dorpsvlag van het Nederlandse dorp Kwadendamme.
Ter linkerzijde een verticale zilverwitte baan met daarin een azuurblauwe schijf. Ter rechterzijde een brede groene baan met onderin een rood gestileerd kerkgebouw. Tussen beide banen een smalle zwarte band met middenin een boog om de blauwe schijf heen.
De verklaring van de gebruikte kleuren en symbolen is de volgende. De zwarte band stelt een dam voor die ooit is doorgebroken en waarachter zich een ronde weel vormde. De bevolking die er destijds leefde, woonde plotseling ‘ten kwaden damme’. Langs de weel, die thans ‘de brandpit’ heet, liep een zandpad vol witte schelpen. Hiervan is later de straatnaam ‘Witte Dam’ afgeleid. Het groene vlak stelt de vruchtbare Nieuw-Vreelandpolder voor, van waaruit eertijds het water kwam. In deze polder werd later een grote rooms-katholieke kerk gebouwd, die het dorp behoorlijk heeft doen groeien.
De vlag is gebaseerd op het dorpswapen. Beide zijn ontworpen door Hans de Vos uit Kwadendamme.

## Verwante afbeeldingen

Het wapen van Kwadendamme

Boschkapelle
· Cadzand
· Clinge
· Eede
· Graauw en Langendam
· Haamstede
· 's-Heer Arendskerke
· 's-Heerenhoek
· Heille
· Heinkenszand
· Hengstdijk
· Hoedekenskerke
· Hoek
· Hoofdplaat
· Koewacht
· Kwadendamme
· Nieuwerkerk
· Nieuwvliet
· Ossenisse
· Ouwerkerk
· Overslag
· Philippine
· Retranchement
· Rilland
· Scharendijke
· Serooskerke (Schouwen-Duiveland)
· Serooskerke (Veere)
· Sint Anna ter Muiden
· Sint-Annaland
· Sint Kruis
· Sirjansland
· Stoppeldijk
· Yerseke